# Coupe du monde de rugby à XV 1999
Navigation
Coupe du monde 1995 Coupe du monde 2003
La Coupe du monde de rugby à XV 1999 (quatrième édition) se déroule du 1er octobre au 6 novembre 1999. Elle se conclut par la victoire de l'Australie sur la France. Les matchs de la poule A se déroulent en Écosse, ceux de la poule B en Angleterre, la poule C en France, la poule D au pays de Galles, enfin la poule E en Irlande.
La France crée la surprise en battant la Nouvelle-Zélande sur le score de 43 à 31 en demi-finale et en lui marquant quatre essais, une défaite exceptionnelle dans l'histoire des All Blacks. Elle affronte l'Australie en finale au Millenium Stadium de Cardiff qui s'impose 35 à 12 pour remporter un deuxième titre mondial après celui de 1991.

## Préparation de l’événement

### Villes et stades
| Ville        | Stade                    | Capacité |
| ------------ | ------------------------ | -------- |
| Londres      | Stade de Twickenham      | 82 000   |
| Saint-Denis  | Stade de France          | 81 000   |
| Cardiff      | Millennium Stadium       | 74 500   |
| Édimbourg    | Murrayfield Stadium      | 67 100   |
| Glasgow      | Hampden Park             | 52 063   |
| Dublin       | Lansdowne Road           | 49 000   |
| Lens         | Stade Félix-Bollaert     | 41 229   |
| Toulouse     | Stadium                  | 35 575   |
| Bordeaux     | Parc Lescure             | 34 694   |
| Huddersfield | McAlpine Stadium         | 24 500   |
| Leicester    | Welford Road Stadium     | 24 000   |
| Bristol      | Ashton Gate              | 21 500   |
| Béziers      | Stade de la Méditerranée | 18 555   |
| Wrexham      | Racecourse Ground        | 15 500   |
| Limerick     | Thomond Park             | 15 100   |
| Belfast      | Ravenhill Stadium        | 12 300   |
| Llanelli     | Stradey Park             | 10 800   |
| Galashiels   | Netherdale               | 6 000    |

## Qualifications
Les qualifications à la phase finale concernent 63 nations qui s'affrontent dans différents tournois régionaux dans cinq continents et conclus pour la première fois par un tournoi de repêchage concernant sept pays.
Les équipes qualifiées :
| - Afrique - Afrique du Sud qualifiée d'office (champion 1995, T) - Namibie - Amérique - Argentine - Canada - États-Unis - Uruguay - Océanie - Australie - Nouvelle-Zélande qualifiée d'office (finaliste) - Fidji - Samoa - Tonga | - Asie - Japon - Europe - France qualifiée d'office (troisième) - Pays de Galles qualifié d'office (nation hôte) - Angleterre - Écosse - Espagne - Irlande - Italie - Roumanie |

## Les acteurs

### Arbitres
| FIRA-AER | FORU | CAR            |
| --- | --- | -------------- |
| - Brian Campsall - Chris White - Ed Morrison - Jim Fleming - Joël Dumé - Clayton Thomas - Derek Bevan - David McHugh | - Andrew Cole - Peter Marshall - Stuart Dickinson - Wayne Erickson - Colin Hawke - Paddy O'Brien - Paul Honiss | - André Watson |

## Phase finale

### Premier tour
Une victoire rapporte 3 points, un nul 2 points et une défaite 1 point (un forfait étant sanctionné par 0 point).

#### Poule A
| Rang | Pays           | J | V | N | D | Pm  | Pe  | Diff | Pts |
| ---- | -------------- | - | - | - | - | --- | --- | ---- | --- |
| 1    | Afrique du Sud | 3 | 3 | 0 | 0 | 132 | 35  | +97  | 9   |
| 2    | Écosse         | 3 | 2 | 0 | 1 | 120 | 58  | +62  | 7   |
| 3    | Uruguay        | 3 | 1 | 0 | 2 | 42  | 97  | -55  | 5   |
| 4    | Espagne        | 3 | 0 | 0 | 3 | 18  | 122 | -104 | 3   |

Les six matchs se jouent en Écosse :
- 2 octobre 1999 : Uruguay 27-15 Espagne à Galashiels ;
- 3 octobre : Afrique du Sud 46-29 Écosse à Murrayfield, Édimbourg ;
- 8 octobre : Écosse 43-12 Uruguay à Murrayfield, Édimbourg ;
- 10 octobre : Afrique du Sud 47-3 Espagne à Murrayfield, Édimbourg ;
- 15 octobre : Afrique du Sud 39-3 Uruguay à Hampden Park, Glasgow ;
- 16 octobre : Écosse 48-0 Espagne à Murrayfield, Édimbourg.

#### Poule B
| Rang | Pays             | J | V | N | D | Pm  | Pe  | Diff | Pts |
| ---- | ---------------- | - | - | - | - | --- | --- | ---- | --- |
| 1    | Nouvelle-Zélande | 3 | 3 | 0 | 0 | 176 | 28  | +148 | 9   |
| 2    | Angleterre       | 3 | 2 | 0 | 1 | 184 | 47  | +137 | 7   |
| 3    | Tonga            | 3 | 1 | 0 | 2 | 47  | 171 | -124 | 5   |
| 4    | Italie           | 3 | 0 | 0 | 3 | 35  | 196 | -161 | 3   |

Les six matchs sont accueillis en Angleterre :
- 2 octobre 1999 : Angleterre 67-7 Italie à Twickenham, Londres
- 3 octobre : Nouvelle-Zélande 45-9 Tonga à Bristol
- 9 octobre : Nouvelle-Zélande 30-16 Angleterre à Twickenham, Londres
- 10 octobre : Tonga 28-25 Italie à Leicester
- 14 octobre : Nouvelle-Zélande 101-3 Italie à Huddersfield
- 15 octobre : Angleterre 101-10 Tonga à Twickenham, Londres

#### Poule C
| Rang | Pays    | J | V | N | D | Pm  | Pe  | Diff | Pts |
| ---- | ------- | - | - | - | - | --- | --- | ---- | --- |
| 1    | France  | 3 | 3 | 0 | 0 | 108 | 52  | +56  | 9   |
| 2    | Fidji   | 3 | 2 | 0 | 1 | 124 | 68  | +56  | 7   |
| 3    | Canada  | 3 | 1 | 0 | 2 | 114 | 82  | +32  | 5   |
| 4    | Namibie | 3 | 0 | 0 | 3 | 42  | 186 | -144 | 3   |

La poule C se déroule en France :
- 1er octobre 1999 : Fidji 67-18 Namibie au Stade de la Méditerranée, Béziers
- 2 octobre : France 33-20 Canada au Stade de la Méditerranée, Béziers
- 8 octobre : France 47-13 Namibie au Parc Lescure, Bordeaux
- 9 octobre : Fidji 38-22 Canada au Parc Lescure, Bordeaux
- 14 octobre : Canada 72-11 Namibie au Stadium Municipal, Toulouse
- 16 octobre : France 28-19 Fidji au Stadium Municipal, Toulouse

#### Poule D
| Rang | Pays           | J | V | N | D | Pm  | Pe  | Diff | Pts |
| ---- | -------------- | - | - | - | - | --- | --- | ---- | --- |
| 1    | Pays de Galles | 3 | 2 | 0 | 1 | 118 | 71  | +47  | 7   |
| 2    | Samoa          | 3 | 2 | 0 | 1 | 97  | 72  | +25  | 7   |
| 3    | Argentine      | 3 | 2 | 0 | 1 | 83  | 51  | +32  | 7   |
| 4    | Japon          | 3 | 0 | 0 | 3 | 36  | 140 | -104 | 3   |

Tous ces matchs se jouent au pays de Galles :
- 1er octobre 1999 (match d'ouverture) : Galles 23-18 Argentine au Millennium Stadium, Cardiff ;
- 3 octobre : Samoa 43-9 Japon à Wrexham ;
- 9 octobre : Galles 64-15 Japon au Millennium, Cardiff ;
- 10 octobre : Argentine 32-16 Samoa à Llanelli ;
- 14 octobre : Samoa 38-31 Galles au Millennium, Cardiff ;
- 16 octobre : Argentine 33-12 Japon au Millennium, Cardiff.

#### Poule E
| Rang | Pays       | J | V | N | D | Pm  | Pe  | Diff | Pts |
| ---- | ---------- | - | - | - | - | --- | --- | ---- | --- |
| 1    | Australie  | 3 | 3 | 0 | 0 | 135 | 31  | +104 | 9   |
| 2    | Irlande    | 3 | 2 | 0 | 1 | 100 | 45  | +55  | 7   |
| 3    | Roumanie   | 3 | 1 | 0 | 2 | 50  | 126 | -76  | 5   |
| 4    | États-Unis | 3 | 0 | 0 | 3 | 52  | 135 | -83  | 3   |

Poule se déroulant en Irlande :
- 2 octobre 1999 : Irlande 53-8 États-Unis à Lansdowne Road, Dublin ;
- 3 octobre : Australie 57-9 Roumanie à Belfast, Irlande du Nord ;
- 9 octobre : Roumanie 27-25 États-Unis à Lansdowne Road, Dublin ;
- 10 octobre : Australie 23-3 Irlande à Lansdowne Road, Dublin ;
- 14 octobre : Australie 55-19 États-Unis à Limerick ;
- 15 octobre : Irlande 44-14 Roumanie à Lansdowne Road, Dublin.

### Barrages
- 20 octobre 1999 : Angleterre 45-24 Fidji à Twickenham, Londres
- 20 octobre : Écosse 35-20 Samoa à Murrayfield, Édimbourg
- 20 octobre : Argentine 28-24 Irlande au Stade Félix-Bollaert, Lens

### Phase à élimination directe
|  | Quarts de finale                                | Quarts de finale                                |                                                |                                                | Demi-finales                                    | Demi-finales                                    |    |  | Finale                                         | Finale                                         |
|  | Quarts de finale                                | Quarts de finale                                |                                                |                                                | Demi-finales                                    | Demi-finales                                    |    |  | Finale                                         | Finale                                         |
|  |                                                 |                                                 |                                                |                                                |                                                 |                                                 |    |  |                                                |                                                |
|  | 23 octobre 1999 au Millennium Stadium, Cardiff  | 23 octobre 1999 au Millennium Stadium, Cardiff  |                                                |                                                | 30 octobre 1999 au Stade de Twickenham, Londres | 30 octobre 1999 au Stade de Twickenham, Londres |    |  | 6 novembre 1999 au Millennium Stadium, Cardiff | 6 novembre 1999 au Millennium Stadium, Cardiff |
|  | 23 octobre 1999 au Millennium Stadium, Cardiff  | 23 octobre 1999 au Millennium Stadium, Cardiff  |                                                |                                                | 30 octobre 1999 au Stade de Twickenham, Londres | 30 octobre 1999 au Stade de Twickenham, Londres |    |  | 6 novembre 1999 au Millennium Stadium, Cardiff | 6 novembre 1999 au Millennium Stadium, Cardiff |
|  | Australie                                       | 24                                              |                                                |                                                | 30 octobre 1999 au Stade de Twickenham, Londres | 30 octobre 1999 au Stade de Twickenham, Londres |    |  | 6 novembre 1999 au Millennium Stadium, Cardiff | 6 novembre 1999 au Millennium Stadium, Cardiff |
|  | Australie                                       | 24                                              |                                                |                                                | 30 octobre 1999 au Stade de Twickenham, Londres | 30 octobre 1999 au Stade de Twickenham, Londres |    |  | 6 novembre 1999 au Millennium Stadium, Cardiff | 6 novembre 1999 au Millennium Stadium, Cardiff |
|  | Pays de Galles                                  | 9                                               |                                                |                                                | 30 octobre 1999 au Stade de Twickenham, Londres | 30 octobre 1999 au Stade de Twickenham, Londres |    |  | 6 novembre 1999 au Millennium Stadium, Cardiff | 6 novembre 1999 au Millennium Stadium, Cardiff |
|  | Pays de Galles                                  | 9                                               | Australie                                      | 27                                             |                                                 |                                                 |    |  | 6 novembre 1999 au Millennium Stadium, Cardiff | 6 novembre 1999 au Millennium Stadium, Cardiff |
|  | 24 octobre 1999 au Stade de France, Saint-Denis |                                                 | Australie                                      | 27                                             |                                                 |                                                 |    |  | 6 novembre 1999 au Millennium Stadium, Cardiff | 6 novembre 1999 au Millennium Stadium, Cardiff |
|  |                                                 | Afrique du Sud                                  | 21                                             |                                                |                                                 |                                                 |    |  | 6 novembre 1999 au Millennium Stadium, Cardiff | 6 novembre 1999 au Millennium Stadium, Cardiff |
|  | Afrique du Sud                                  | Afrique du Sud                                  | 21                                             | 44                                             |                                                 |                                                 |    |  | 6 novembre 1999 au Millennium Stadium, Cardiff | 6 novembre 1999 au Millennium Stadium, Cardiff |
|  | Afrique du Sud                                  |                                                 |                                                | 44                                             |                                                 |                                                 |    |  | 6 novembre 1999 au Millennium Stadium, Cardiff | 6 novembre 1999 au Millennium Stadium, Cardiff |
|  | Angleterre                                      | 21                                              |                                                |                                                |                                                 |                                                 |    |  | 6 novembre 1999 au Millennium Stadium, Cardiff | 6 novembre 1999 au Millennium Stadium, Cardiff |
|  | Angleterre                                      | 21                                              | Australie                                      | 35                                             |                                                 |                                                 |    |  |                                                |                                                |
|  | 24 octobre 1999 à Lansdowne Road, Dublin        |                                                 | Australie                                      | 35                                             |                                                 |                                                 |    |  |                                                |                                                |
|  |                                                 | France                                          | 12                                             |                                                |                                                 |                                                 |    |  |                                                |                                                |
|  | France                                          | France                                          | 12                                             | 47                                             |                                                 |                                                 |    |  |                                                |                                                |
|  | France                                          | 31 octobre 1999 au Stade de Twickenham, Londres |                                                | 47                                             |                                                 |                                                 |    |  |                                                |                                                |
|  | Argentine                                       | 26                                              |                                                |                                                |                                                 |                                                 |    |  |                                                |                                                |
|  | Argentine                                       | 26                                              | France                                         | 43                                             |                                                 |                                                 |    |  |                                                |                                                |
|  | 24 octobre 1999 à Murrayfield, Édimbourg        | 24 octobre 1999 à Murrayfield, Édimbourg        | France                                         | 43                                             | Match pour la 3e place                          | Match pour la 3e place                          |    |  |                                                |                                                |
|  | 24 octobre 1999 à Murrayfield, Édimbourg        | 24 octobre 1999 à Murrayfield, Édimbourg        |                                                | Nouvelle-Zélande                               | Match pour la 3e place                          | Match pour la 3e place                          | 31 |  |                                                |                                                |
|  | Nouvelle-Zélande                                | 30                                              | 4 novembre 1999 au Millennium Stadium, Cardiff | 4 novembre 1999 au Millennium Stadium, Cardiff |                                                 |                                                 | 31 |  |                                                |                                                |
|  | Nouvelle-Zélande                                | 30                                              | 4 novembre 1999 au Millennium Stadium, Cardiff | 4 novembre 1999 au Millennium Stadium, Cardiff |                                                 |                                                 |    |  |                                                |                                                |
|  | Écosse                                          | 18                                              |                                                | Afrique du Sud                                 | 22                                              |                                                 |    |  |                                                |                                                |
|  | Écosse                                          | 18                                              |                                                | Afrique du Sud                                 | 22                                              |                                                 |    |  |                                                |                                                |
|  |                                                 |                                                 |                                                |                                                |                                                 |                                                 |    |  | Nouvelle-Zélande                               | 18                                             |
|  |                                                 |                                                 |                                                |                                                |                                                 |                                                 |    |  | Nouvelle-Zélande                               | 18                                             |

#### Quarts de finale
- Australie - Pays de Galles

- Angleterre - Afrique du Sud

Ce match se distingue par les cinq drops réussis par le Sud-Africain Jannie de Beer qui marque lors de ce match 34 des 44 points de son équipe. De Beer est également à l'origine du deuxième essai sud-africain: un coup de pied aérien dont le rebond capricieux piège la défense anglaise: Pieter Rossouw aplatit, portant le score à 44-21, qui ne bougera plus. L'Afrique du Sud se qualifie pour les demi-finales, où elle échoue contre les futurs champions du monde australiens.
- France - Argentine

- Nouvelle-Zélande - Écosse

#### Demi-finales
- France - Nouvelle Zélande

Ce match est considéré comme l'une des plus belles performances de l'histoire du XV de France de rugby. Après un parcours quasi identique au cours de la compétition (quatre victoires en quatre matchs pour les deux équipes, 206 points marqués pour les All Blacks et 155 pour la France), les deux équipes se retrouvent à Twickenham pour la seconde demi-finale, après celle remportée par les Australiens. Archi-favoris et forts de leur éclatante victoire du mois de juin précédent lors de la tournée des Français dans le Pacifique (54-7), les All Blacks tombent sur une équipe de France revancharde, solide, bien en place, qui ouvre le score après un coup de pied de Christophe Lamaison. Andrew Merthens, quant à lui, touche, quelques minutes plus tard, le poteau après un coup de pied de près de cinquante mètres. Malgré tout, les All Blacks concrétisent grâce au pied de Merthens et prennent l'avantage 3 à 6. L'équipe de France se montre agressive et profite d'une percée fulgurante de Christophe Dominici pour mettre le feu dans la défense néo-zélandaise. Dominici est rattrapé in extremis par Christian Cullen, mais l'assaut s'organise, et sur un renversement de jeu orchestré par Fabien Galthié, Christophe Lamaison marque le premier essai du match entre les poteaux. L'équipe de France mène 10 à 6 au bout de vingt minutes de jeu. Merthens remet, deux minutes plus tard, les équipes à un point d'écart.
C'est après une chandelle très bien négociée par les Blacks que l'ailier Jonah Lomu marque l'un des essais les plus impressionnants de sa carrière. Sur une très bonne pression défensive des centres All Blacks, le jeu s'organise, et le ballon arrive dans les mains du géant qui, à près de trente mètres de l'en-but, écrase littéralement la défense tricolore. Il ne démolira pas moins de cinq Français sur son passage pour se créer un passage dans les 22 mètres. L’essai n'est pas transformé, la Nouvelle-Zélande mène 14 à 10. Malgré un essai français non accordé de manière discutable, après une course acharnée entre Olivier Magne et Philippe Bernat-Salles côté français ainsi que Jonah Lomu et Alama Ieremia côté All Blacks, à la demi-heure de jeu, les équipes continuent de se livrer une bataille sans merci. L'ouvreur néo-zélandais accentue l'avantage à une minute de la fin de la mi-temps, et permet à la Nouvelle-Zélande de mener 17 à 10 à la pause.
Le début de seconde période est difficile pour le XV de France qui encaisse un essai après cinq minutes seulement. Jonah Lomu, toujours lui, transperce la défense française et passe tous ses vis-à-vis. L'essai est transformé : 24 à 10 pour les All Blacks. À ce moment, beaucoup pensent que le match est plié et que la France ne reviendra pas au score. Mais en moins de dix minutes, l'ouvreur Français Christophe Lamaison enchaîne quatre réussites au pied (deux drops et deux pénalités) et ramène la France à deux points (22-24). D'autant plus que la machine bleue se met en marche ; sur un bon ballon proprement gratté au sol, Fabien Galthié envoie une chandelle au rebond capricieux que Christophe Dominici attrape à pleine vitesse. L'essai du Français est transformé : la France repasse devant, 29 à 24. Puis le pack français prend les affaires en main, et sur un ballon porté remarquable (près de vingt-cinq mètres de progression), le "bulldozer" s'effondre devant la ligne. Lamaison dose parfaitement un ballon au pied par-dessus la ligne de défense des Blacks, Richard Dourthe arrive une poignée de centièmes de secondes avant l'arrière Black et se jette sur le ballon. Troisième essai français, transformé par un Christophe Lamaison en forme : 36 à 24. À sept minutes de la fin du match, les All Blacks se lancent à corps perdu à l'assaut, et perdent un ballon à l'entrée des 22 mètres tricolores. Il s'ensuit une course mémorable, après un coup de pied de Christophe Lamaison, seul face au retour de Jeff Wilson et d'un troisième ligne néo-zélandais. Mais dans le dos de tout le monde, Philippe Bernat-Salles remonte les 80 mètres du terrain, rattrape et dépasse ses adversaires de l’hémisphère Sud, et scelle le sort de la Nouvelle-Zélande, après une course véritablement épique. Christophe Lamaison toujours aussi propre au pied transforme : 43 à 24. À ce moment du match, les Bleus viennent d'infliger un incroyable 33 à 0 aux All Blacks, une remontée historique.
En toute fin du match, les Néo-Zélandais sauvent l'honneur. Après de longues phases de jeu dans la zone française, c'est Jeff Wilson qui échappe à un plaquage et qui, du bout des crampons, s'arrache pour marquer entre les poteaux. L'essai est transformé et le score ne bougera plus : France 43 - 31 Nouvelle-Zélande.
L'exploit est retentissant, et force le respect. Malgré cette performance remarquable, le XV de France échoue une nouvelle fois en finale face à l'Australie, une semaine plus tard, au Millenium Stadium de Cardiff.

#### Match pour la3eplace
| 4 novembre 1999 20:00 UTC | Afrique du Sud | 22 – 18 (16-12) | Nouvelle-Zélande                                     | Millennium Stadium, Cardiff 50 000 spectateurs Arbitre : Peter Marshall |
| 4 novembre 1999 20:00 UTC | Essai(s) : Paulse 27e Transformation(s) : Honiball 28e Pénalité(s) : 3 Honiball 17e, 38e, 47e Drop(s) : 2 Montgomery 12e, 75e |                 | Pénalité(s) : 6 Mehrtens11e, 25e, 33e, 40e, 53e, 68e | Millennium Stadium, Cardiff 50 000 spectateurs Arbitre : Peter Marshall |
| 4 novembre 1999 20:00 UTC | |                 |                                                      | Millennium Stadium, Cardiff 50 000 spectateurs Arbitre : Peter Marshall |

#### Finale
(mt : 12–6)
Points marqués :
- Australie
Essais : 2
Tune 66e
Finegan 86e
Transformations : 2
Burke
Pénalités : 7
Burke 4e, 15e, 25e, 40e, 46e, 58e, 64e
- France
Pénalités : 4
Lamaison 2e, 12e, 52e, 60e

Évolution du score : 0-3, 3-3, 3-6, 6-6, 9-6, 12-6, mt, 15-6, 15-9, 18-9, 18-12, 21-12, 28-12, 35-12
Arbitre : André Watson 
Résumé
| Australie Titulaires Matt Burke 15 Ben Tune 14 Dan Herbert 13 Tim Horan 12 Joe Roff 11 Stephen Larkham 10 George Gregan 9 Toutai Kefu 8 David John Wilson 7 Matthew Cockbain 6 John Eales 5 David Giffin 4 Andrew Blades 3 Michael Foley 2 Richard Harry 1 Remplaçants Jeremy Paul 16 Dan Crowley 17 Owen Finegan 18 Mark Connors 19 Chris Whitaker 20 Nathan Grey 21 Jason Little 22 Entraîneur Rod Macqueen |  | France Titulaires 15 Xavier Garbajosa 14 Philippe Bernat-Salles 13 Richard Dourthe 12 Émile Ntamack 11 Christophe Dominici 10 Christophe Lamaison 9 Fabien Galthié 8 Christophe Juillet 7 Olivier Magne 6 Marc Lièvremont 5 Fabien Pelous 4 Abdelatif Benazzi 3 Franck Tournaire 2 Raphaël Ibañez 1 Cédric Soulette Remplaçants 16 Marc Dal Maso 17 Pieter de Villiers 18 Olivier Brouzet 19 Arnaud Costes 20 Stéphane Castaignède 21 Stéphane Glas 22 Ugo Mola Entraîneur Jean-Claude Skrela |

## Statistiques

### Dix meilleurs buteurs (en% de réussite)
- 100 Gareth Rees (Canada, 19/19)
- 100 Diego Aguirre (Uruguay, 6/6)
- 93 David Humphreys (Irlande, 14/15)
- 92 Waisale Serevi (Fidji, 11/12)
- 90 Eric Elwood (Irlande, 9/10)
- 89 Jannie de Beer (Afrique du Sud, 32/36)
- 88 Paul Grayson (Angleterre, 22/25)
- 87 Christophe Lamaison (France, 21/24)
- 84 Andrei Kovalenco (Espagne, 5/6)
- 83 Gonzalo Quesada (Argentine, 34/41)

### Meilleurs réalisateurs

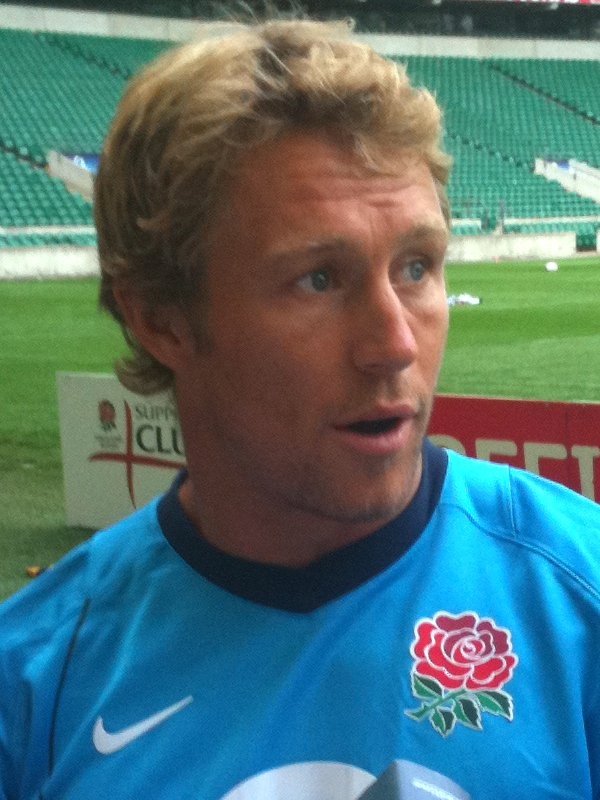
Jonny Wilkinson (Angleterre)
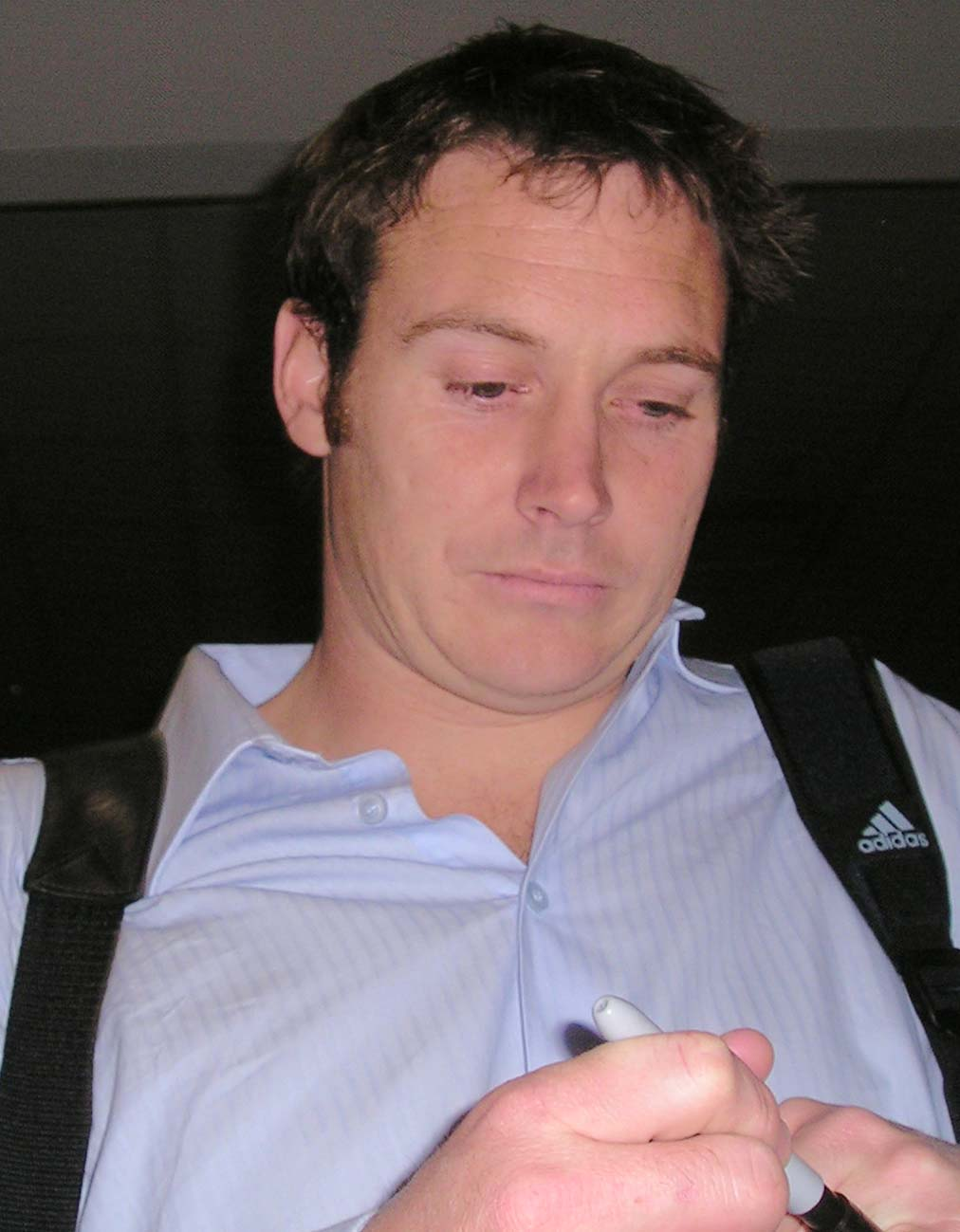
Andrew Mehrtens (Nouvelle-Zélande)

Les dix meilleurs réalisateurs de la Coupe du monde 1999 sont les suivants:
| Rang | Joueur              | Équipe           | Matchs | Points | Points par match | Essais | Transf. | Buts de pénalité | Drops |
| ---- | ------------------- | ---------------- | ------ | ------ | ---------------- | ------ | ------- | ---------------- | ----- |
| 1    | Gonzalo Quesada     | Argentine        | 5      | 102    | 20,4             | 0      | 3       | 31               | 1     |
| 2    | Matt Burke          | Australie        | 6      | 101    | 16,8             | 2      | 17      | 19               | 0     |
| 3    | Jannie de Beer      | Afrique du Sud   | 5      | 97     | 19,4             | 0      | 17      | 15               | 6     |
| 4    | Andrew Mehrtens     | Nouvelle-Zélande | 5      | 79     | 15,8             | 0      | 11      | 19               | 0     |
| 5    | Jonny Wilkinson     | Angleterre       | 4      | 69     | 17,2             | 1      | 8       | 16               | 0     |
| 6    | Christophe Lamaison | France           | 6      | 65     | 13,0             | 1      | 9       | 12               | 2     |
| 7    | Silao Leaega        | Samoa            | 4      | 62     | 15,5             | 2      | 11      | 10               | 0     |
| 8    | Neil Jenkins        | Pays de Galles   | 4      | 57     | 14,2             | 0      | 12      | 11               | 0     |
| 9    | Paul Grayson        | Angleterre       | 4      | 54     | 13,5             | 0      | 12      | 10               | 0     |
| 10   | Kenny Logan         | Écosse           | 4      | 51     | 12,7             | 0      | 9       | 11               | 0     |

### Meilleurs marqueurs d'essais
- 8 Jonah Lomu (Nouvelle-Zélande) ;
- 6 Jeff Wilson (Nouvelle-Zélande) ;
- 4 Keith Wood (Irlande)  dont les quatre essais ont été marqués lors du premier match de poule contre les États-Unis ;
- 4 Dan Luger (Angleterre) ;
- 4 Viliame Satala (Fidji) ;
- 4 Philippe Bernat-Salles (France) ;
- 3 treize joueurs dont les Français Xavier Garbajosa, Émile Ntamack et Ugo Mola.

### Meilleurs marqueurs de drops
- 7 Jannie de Beer (Afrique du Sud)  N.B. Dont cinq dans le quart de finale contre l'Angleterre.
- 3 Gregor Townsend (Écosse)
- 2 Christophe Lamaison (France)
- 2 Percy Montgomery (Afrique du Sud)
- 1 Gonzalo Quesada (Arg), Gareth Rees (Can), David Humphreys (Irl), Nicky Little (Fidji), David Niu (USA), O'Driscoll (Irl), Tu'ipulotu (Tonga), Larkham (Aus)

### Plus grand nombre de points en un match
- 111 Angleterre/Tonga 101-10

### Plus grand nombre de points en un match par une équipe
- 101 Nouvelle-Zélande/Italie 101-3, le 14 octobre à Hudderfield (Ang)
- 101 Angleterre/Tonga 101-10, le 15 octobre à Londres

### Plus grand nombre de points en un match par un joueur
- 36 Tony Brown (Nouvelle-Zélande) lors de Nouvelle-Zélande/Italie, le 14 octobre à Hudderfield (Ang)
- 36 Paul Grayson (Angleterre) lors d'Angleterre/Tonga, le 15 octobre à Londres

### Plus grand nombre d'essais en un match par une équipe
- 14 Nouvelle-Zélande lors de Nouvelle-Zélande/Italie, le 14 octobre à Hudderfield (Ang)

### Plus grand nombre d'essais en un match par un joueur
- 4 Keith Wood (Irlande) lors de Irlande/États-Unis, le 2 octobre à Dublin

### Plus grand nombre de transformations en un match par un joueur
- 12 Paul Grayson (Angleterre) lors d'Angleterre/Tonga, le 15 octobre à Londres

### Plus grand nombre de transformations durant la compétition
- 17 Matt Burke (Australie)
- 17 Jannie de Beer (Afrique du Sud)